# God morgon framtid
God morgon framtid är en EP från 2012 av Organismen som är producerad av DJ Large. Skivan släpptes den 8 februari.

## Låtlista
| Spår | Titel                              | Producent | Tid   |
| ---- | ---------------------------------- | --------- | ----- |
| 1    | En rastlös själ                    | DJ Large  | 03:46 |
| 2    | Bär mej (feat. Roffe Ruff)         | DJ Large  | 04:22 |
| 3    | Än en gång                         | DJ Large  | 04:06 |
| 4    | Tänk om du var där (feat. Daltone) | DJ Large  | 03:28 |
| 5    | Jag är på månen ikväll             | DJ Large  | 04:47 |
| 6    | God morgon framtid                 | DJ Large  | 03:29 |